# Кузнечики (городище)
Городище Кузнечики — древнейший археологический памятник в Городском округе Подольск Московской области России. Представляет собой поселение раннего железного века, которое перекрыто напластованиями позднедьяковской и древнерусской культуры. Городище Кузнечики имеет статус выявленного памятника археологии.

## Описание
Городище Кузнечики (более ранние названия ― «Бородинское» и «Городок») расположено в 1 километре к северо-востоку от деревни Бородино в излучине реки Петрицы. Раскопки городища велись группой под руководством А. Ф. Дубынина и К. А. Смирнова в 1963―1965 годах. Овальная площадка городища вытянута с севера на юг, имеет размеры 25×60 м и расположена над рекой на высоте 7-10 м. На северной стороне площадки находятся остатки двух валов высотой до 0,7 м. Западный край и часть восточного края площадки размыты. Культурный слой в центре площадки городища доходит до 0,6 метров, по её краям ― до 1,2 метров. Поверхность площадки во многих местах нарушена поздними перекопами.

## Найденная керамика
Культурные напластования городища Кузнечики стратиграфически разделяются на слои: нижний ― надматериковый (толщиной до 0,2 м) и верхний (толщиной до 0,4 м). Среди находок доминирует посуда разных типов, чьи обломки залегают совместно по всей толщине культурного слоя. В нижнем культурном слое обнаружена посуда дьяковской культуры: гладкостенная, с сетчатыми отпечатками, штрихованная, иногда на посуде обнаруживается орнаментация, нанесённая разными штампами. Находки сосудов с бугристой поверхностью и горшки преобладают над остальной найденной посудой. Крупные и вытянутые сосуды служили для хранения пищевых запасов. На раскопках городища среди остальных находок преобладает гладкостенная посуда без орнамента. Некоторые сосуды имели защипной, шнуровой, прочерченный орнамент, а по краю венчика сосуда иногда шла насечка. Не была выявлена гладкостенная посуда с двудольным или розеточным орнаментом.
Часто встречаются сосуды с сетчатыми отпечатками, подобные сосуды слабо профилированы и имеют баночную форму. На сетчатой посуде отсутствуют отпечатки гребенчатого штампа. В ходе раскопок было найдено незначительное количество штрихованной посуды. Её сосуды имеют форму усечённого конуса и слабо профилированы. Их стенки покрыты разнообразной штриховкой, нанесённой гребенчатым штампом, реже — остриём. Для штрихованной посуды Кузнечиков не характерны штриховка внутренней полости и горизонтальная штриховка поверхности. На подобной посуде полностью отсутствует иная дополнительная орнаментация.
Верхний культурный слой на городище Кузнечики условно разделён на нижний и верхний горизонты. Лепная лощёная и подлощённая керамика дьяковской культуры преобладает в нижнем горизонте. На посуде нет следов нагара и она отличается тонкой выработкой. Сосуды тонкостенные, обычно хорошо обожжены, их поверхность покрыта сплошным или частичным лощением. Встречаются находки чернолощёной керамики. Формы лощёной посуды разнообразны. Преобладают низкие и хорошо профилированные горшки, имеющие открытое устье. В меньшем количестве, чем горшки, встречаются глубокие миски, также хорошо профилированные. На раскопках городища найдены миниатюрные гладкостенные сосуды, в большинстве своём неповреждённые. Некоторые из них украшены орнаментом. Такие сосуды по форме и орнаментации обычно соответствуют крупным сосудам. Часть миниатюрных сосудов возможно является игрушками. На раскопках не было выявлено подобных небольших сосудов с сетчатой и штрихованной поверхностью. В верхнем горизонте верхнего культурного слоя была найдена гончарная круговая керамика, относящаяся ко времени существования на площадке древнерусского поселения, возникшего на месте городища дьяковской культуры.

## Предметы быта и культуры
На раскопках городища Кузнечики учёными было найдено большое количество предметов, полноценно характеризующих быт, повседневные занятия и культуру обитателей городища. Наиболее распространённые находки в нижнем надматериковом слое ― кости животных, среди которых преобладают домашние животные: свиньи, крупный рогатый скот и лошади. Среди костей диких животных встречаются кости бобров и куниц. Предметы из кости и рога были наиболее многочисленными из всех находок. Найденные предметы из кости представлены наконечниками стрел, дротиками, долото, иглами для вязания сетей и шитья, проколками, втулками, трубками, псалиями конских удил, манком, рукоятями ножей с резьбой, украшениями из зубов животных и другими элементами быта. Среди иных находок встречаются обломки каменных топоров и наконечников стрел, которые могут относиться к периоду до возникновения городища дьяковской культуры.
В нижнем горизонте верхнего слоя было найдено множество изделий из глины: овальные грузила, пряслица, крупные и мелкие бусы, пронизки, детские игрушки, фрагменты кирпичей, грузики, женские антропоморфные фигурки, таблетки-«кирпичики» с орнаментацией из точек. Среди изделий из камня встречаются грузила от сетей, пряслица, бруски для точки, обломки зернотёрок. Предметы из железа включают в себя серпы, наконечники стрел, ножи, ложкарь, долото, удила, огнива, игла, шилья, булавки, стержни, кольца, застёжки, пряжки и другие. Вещей из цветных металлов в четыре раза меньше, чем из железа. Изделия из бронзы представлены исключительно предметами личного обихода и украшений. Археологами была также найдена тонкая узкая пластинка с точечным орнаментом, являющаяся или частью гривны, или элементом головного венчика. Находки кузнечных шлаков, литейных болванок, тиглей, льячек и литейных форм указывают на местное изготовление металлических изделий. Такие предметы, как застёжки с эмалью, булавка с очковидным навершием и дисковидные бляшки, происходят не из Кузнечиков. Привозные также стеклянные и пастовые бусы. В верхнем горизонте верхнего слоя находки представляют собой два фрагмента витых стеклянных браслетов, относящихся к XII—XIII векам и нож с клеймом, характерным для подобных изделий XVI—XVII веков.

#### Коллекция вещей с городища Кузнечики[11]

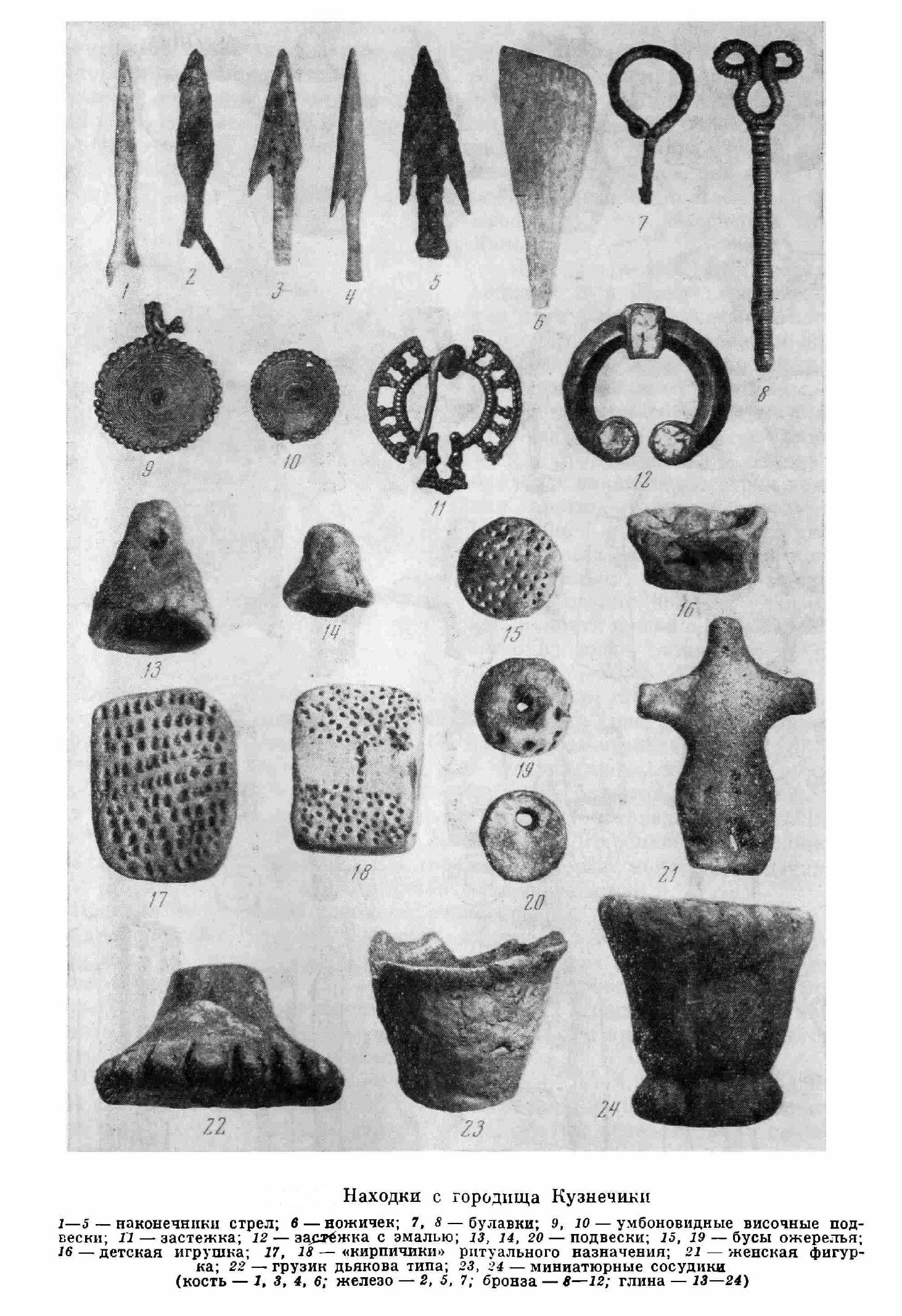
Находки с городища Кузнечики
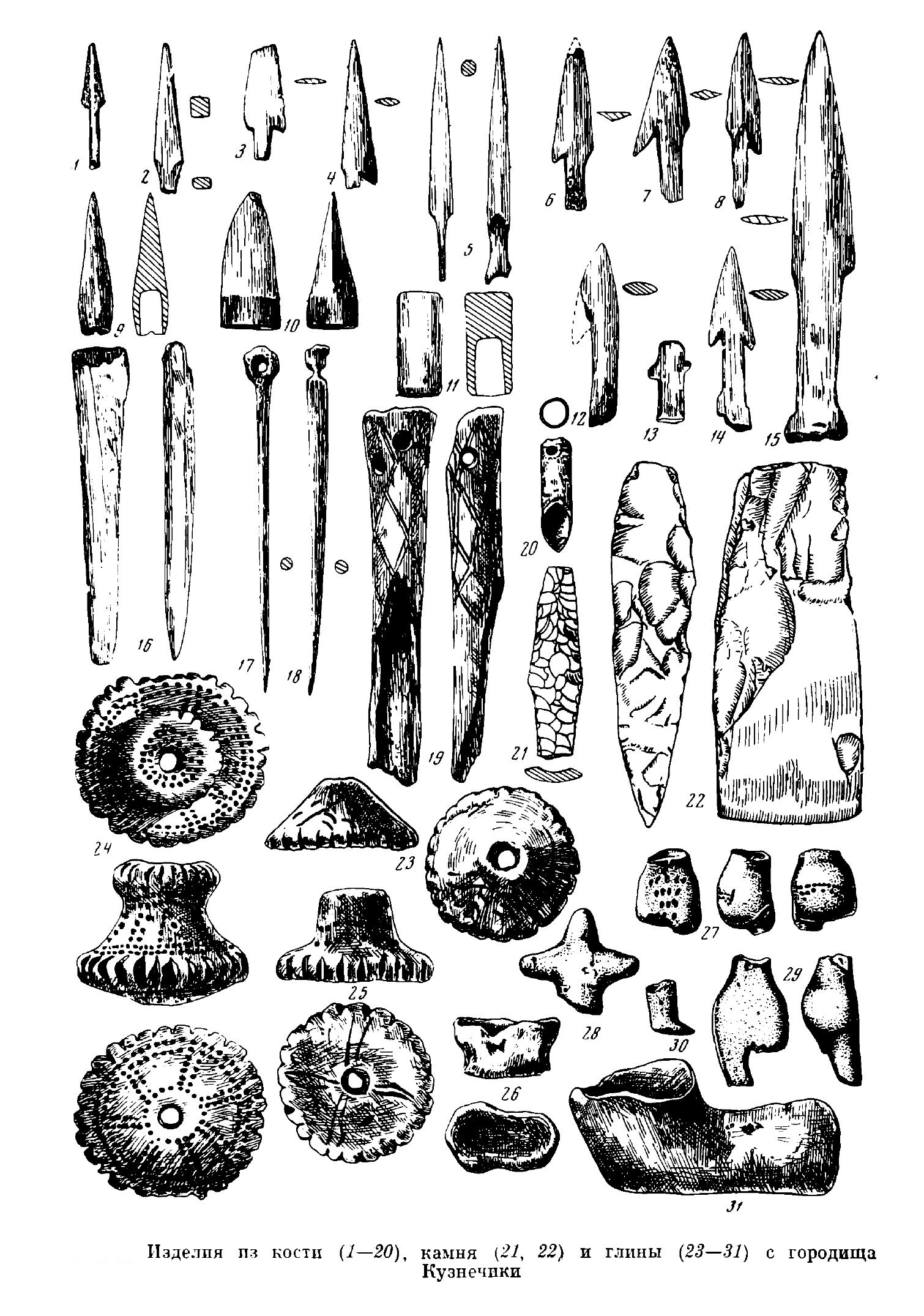
Изделия из кости, камня и глины
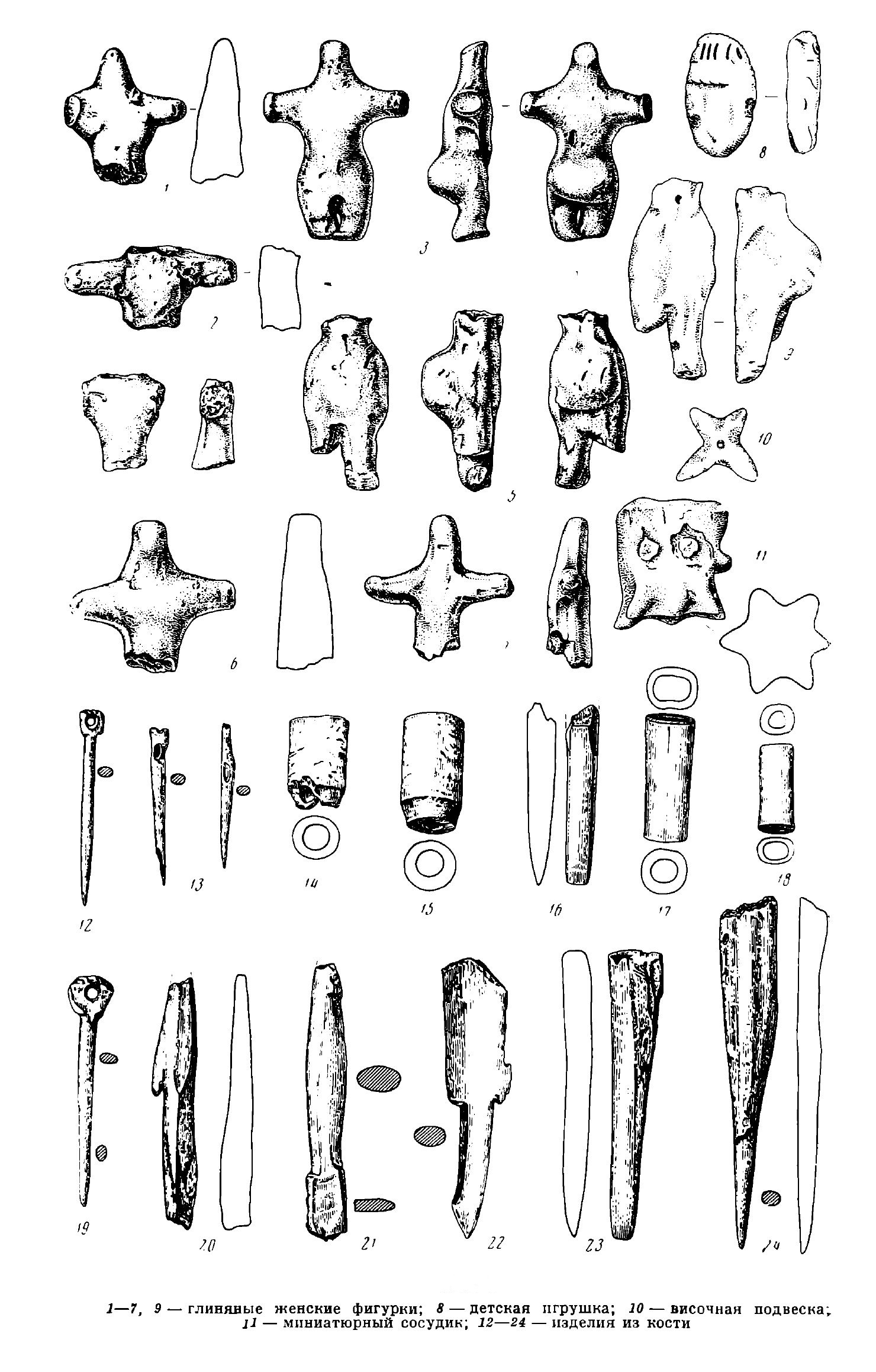
Изделия из глины и кости
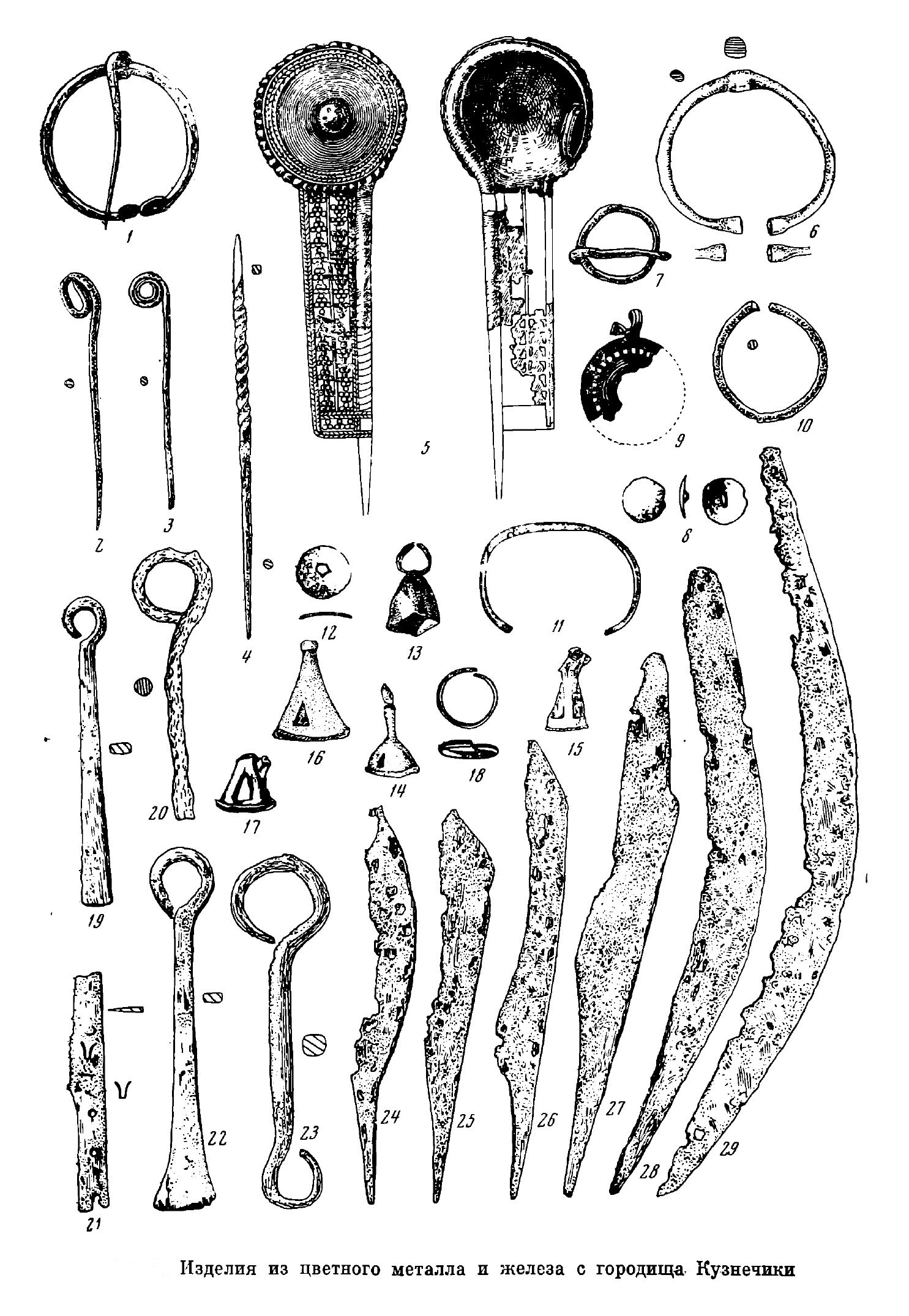
Изделия из цветного металла и железа

## Остатки построек и укреплений
На площадке городища были обнаружены остатки жилых, хозяйственных и оборонительных сооружений. От построек сохранились столбовые ямы, лункообразные углубления нижних брёвен построек, прослойки глины и песка от пола, развалы очагов и ямы-хранилища. Среди построек нижнего слоя самая древняя — круглая постройка с центральной ямой глубиной до 0,4 м от столба, данная постройка похожа на землянку. Западнее её выявлена вторая круглая постройка, имевшая по своему контуру парные столбы. В промежутке между этими двумя круглыми постройками было обнаружено кострище, с южной стороны которого находились столбовые ямы небольшого диаметра.
По диагонали площадки городища с северо-востока на юго-запад проходила разделённая поперечными перегородками на отсеки длинная постройка протяжённостью около 40 м и шириной 3,6 м. Между отсеками находились парные тамбуры. Внутри постройки сохранились ямы из-под столбов, поддерживавших перекрытие, которое, возможно, было двускатным. На территории постройки сохранились прослойки глины и песка, развалы очагов, скопления углей, золы, ямы-хранилища. К западу от данной постройки параллельно ей находился второй подобный дом, от которого сохранились незначительные остатки. С восточной стороны по краю площадки городища шла третья длинная постройка, но более лёгкого типа, от неё сохранились лишь часть ям от столбов, составлявших основу стен.
Одна из построек в северной части городища выполняла в том числе функцию оборонительного сооружения, на что указывает наличие следов от укреплённого входа на северном мысу городища, к которому она примыкала. На территории оборонительного строения были обнаружены остатки канавок с редкими и нерегулярными столбовыми ямами разного диаметра. Скорее всего, поверхность городища не раз подвергалась перепланировке, потому что входная часть одной из построек была перенесена на 2 м вглубь городища. На нижнем горизонте верхнего слоя располагались небольшие постройки прямоугольной формы, сменившие собой длинные дома. Сохранились углубления от нижних венцов срубов, части настила пола, хозяйственные ямы. Хозяйственное назначение вероятно имела небольшая круглая постройка, внутри которой было обнаружено рыболовное грузило.

Городище Кузнечики («Бородинское»)
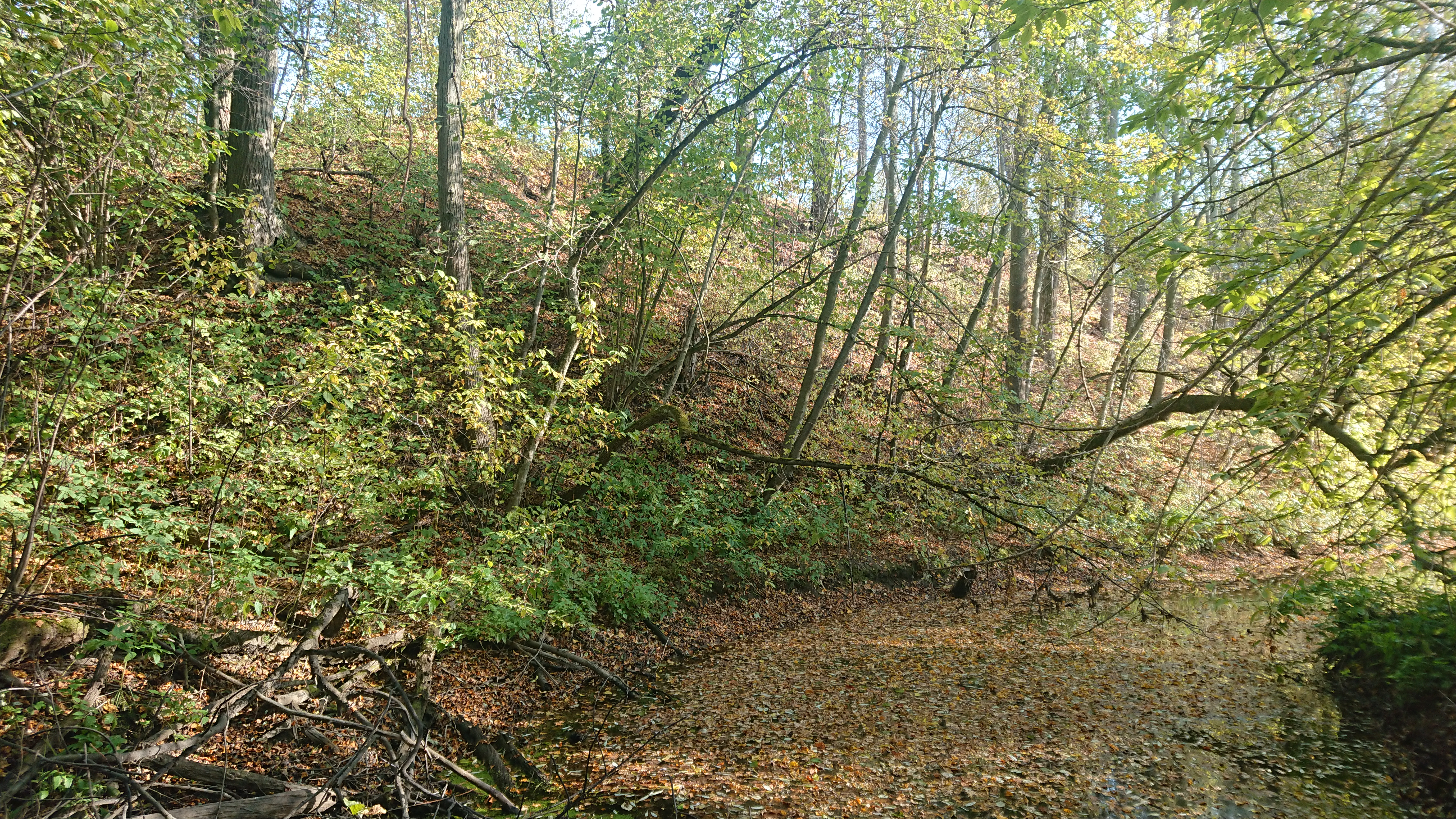
У излучины реки Петрицы
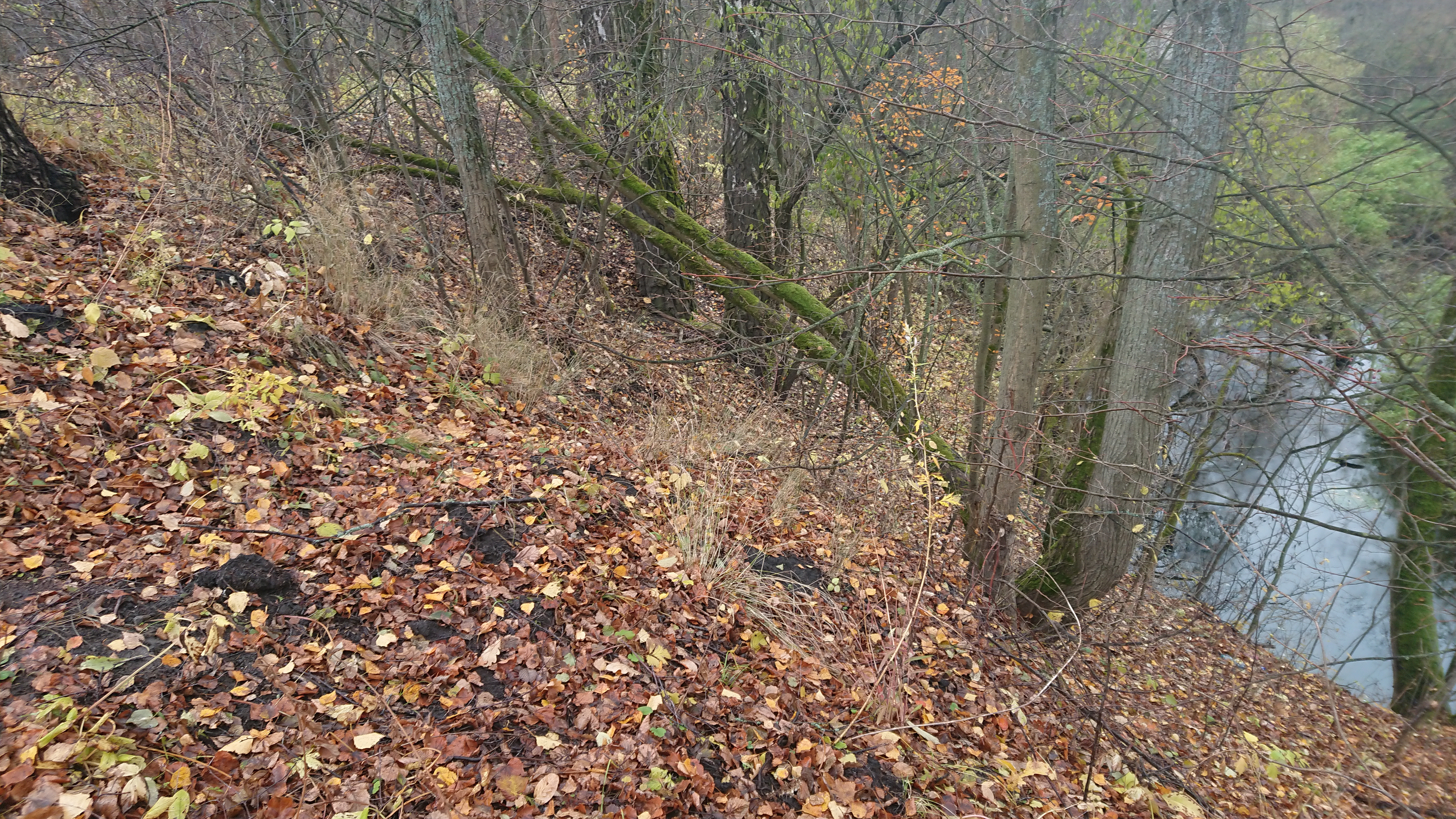
Западный край площадки
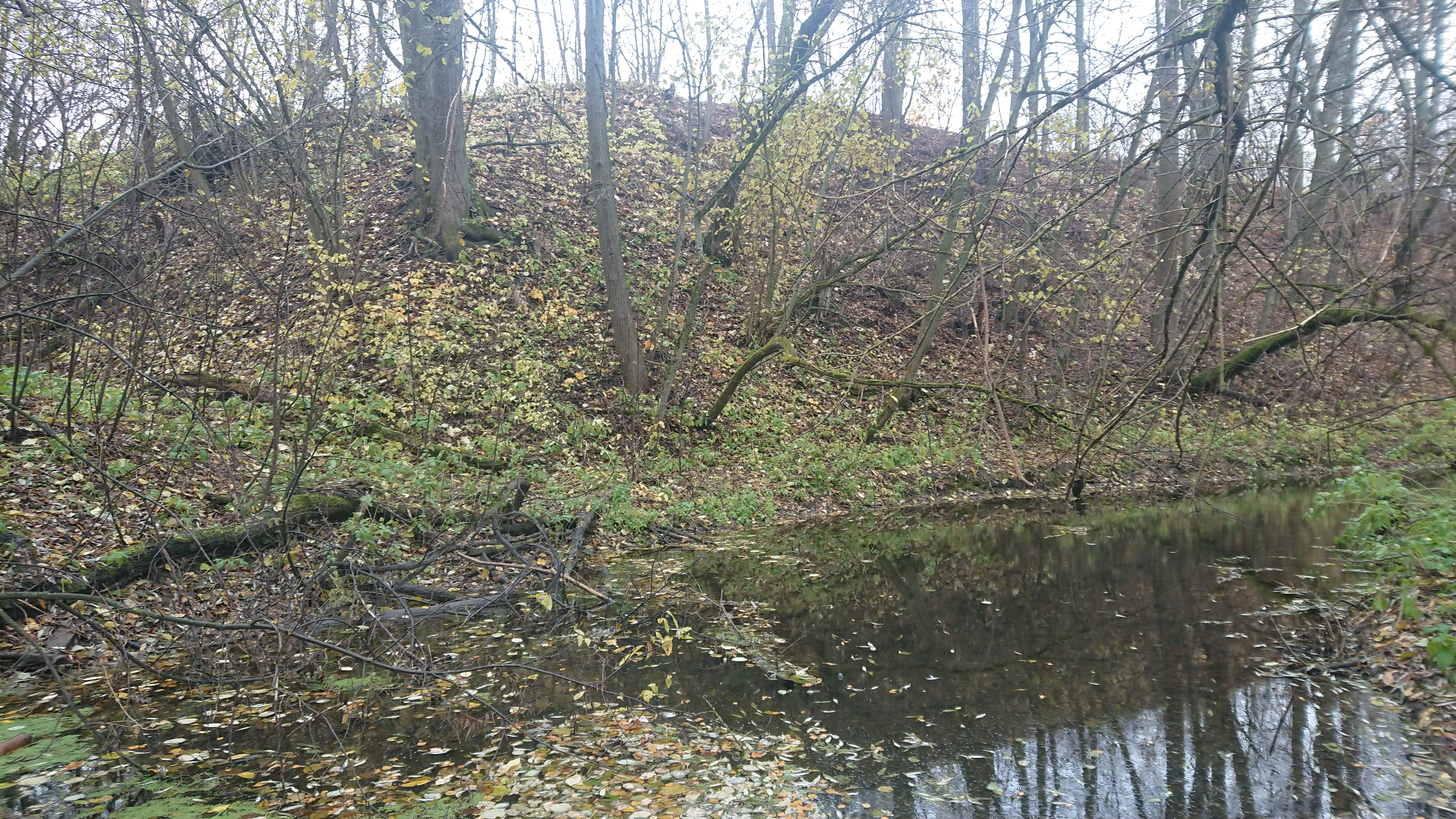
Излучина реки Петрицы
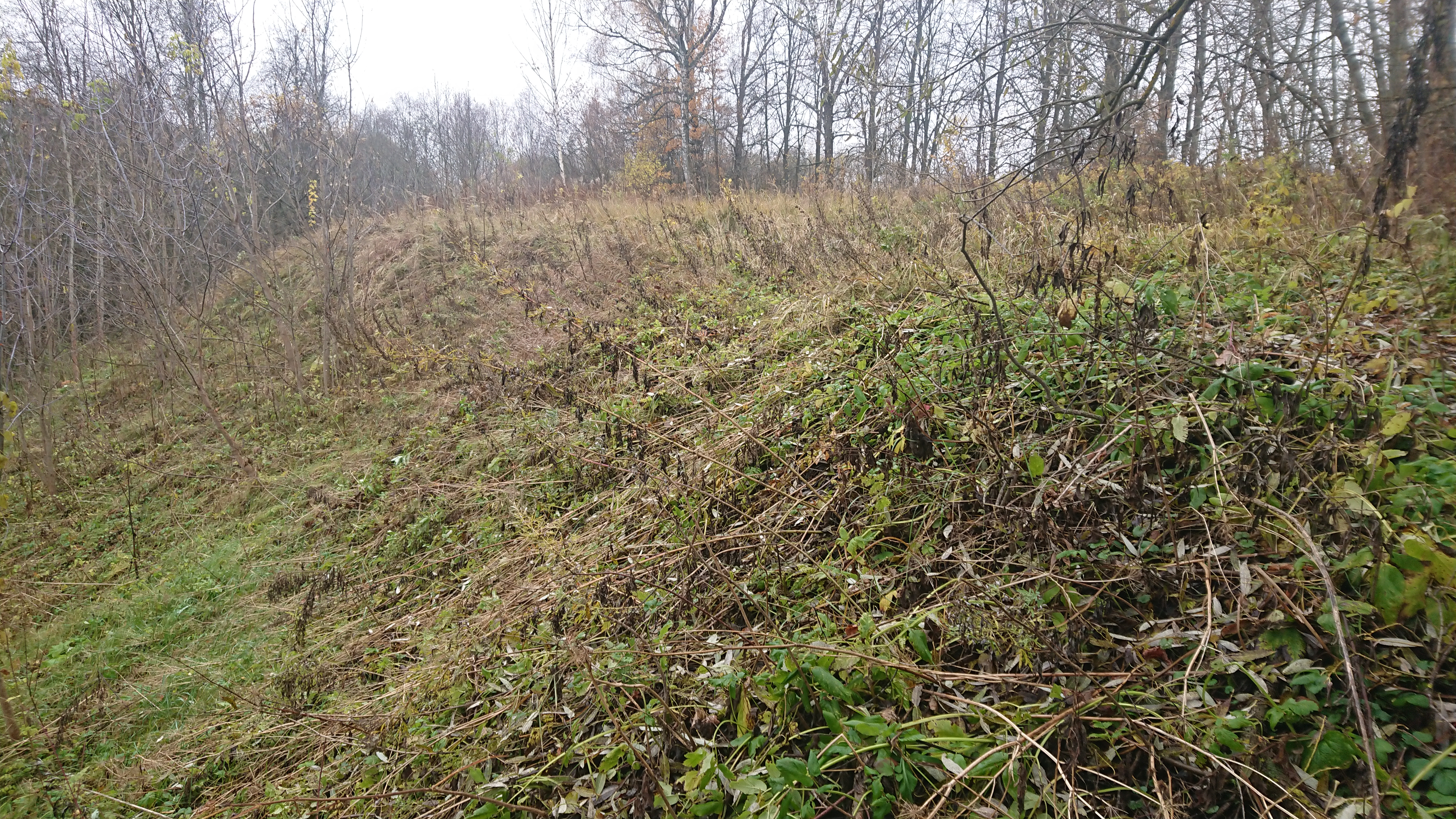
С напольной северной стороны
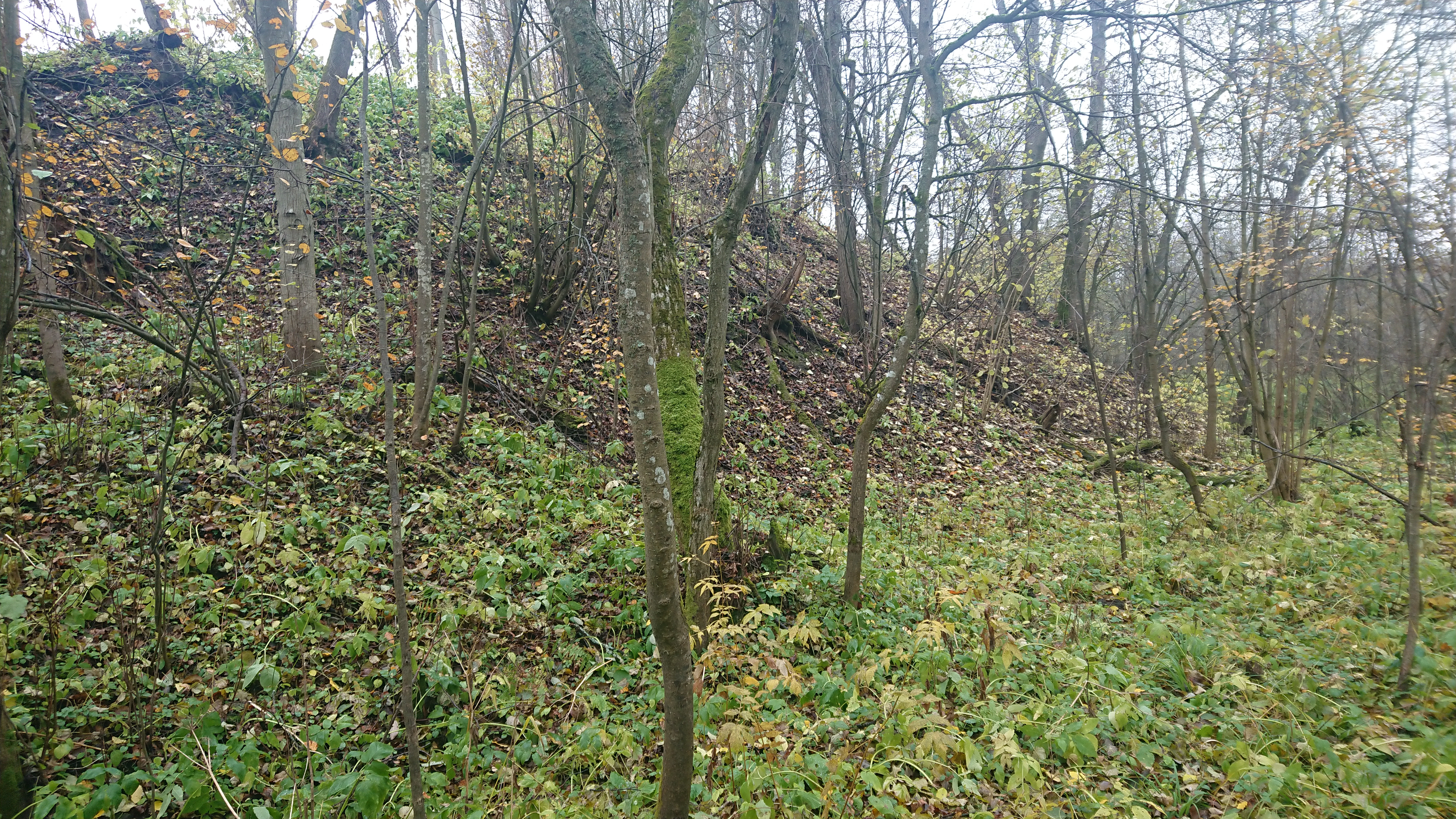
Северная сторона края площадки
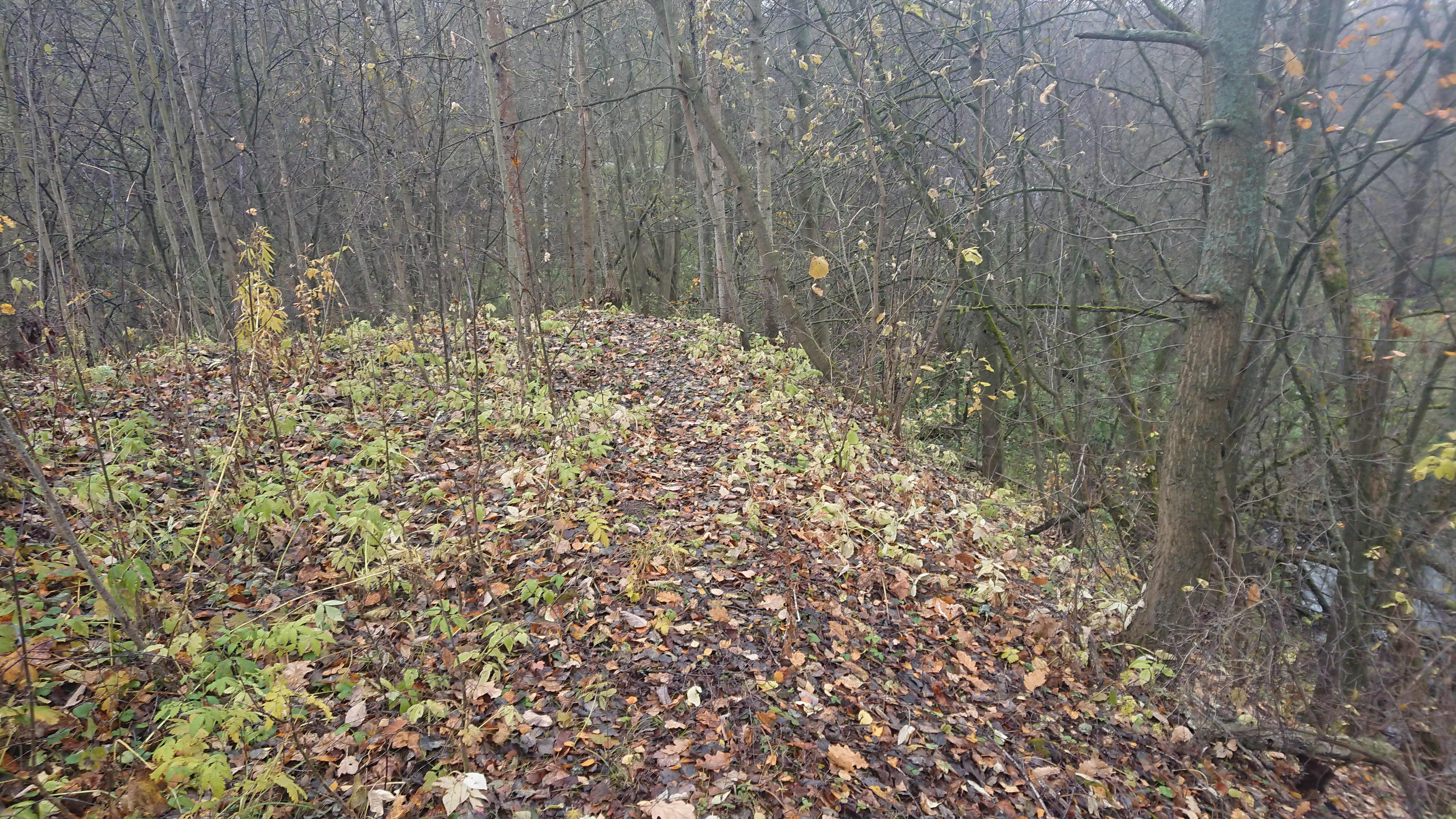
Южный мыс